# Коротке замикання

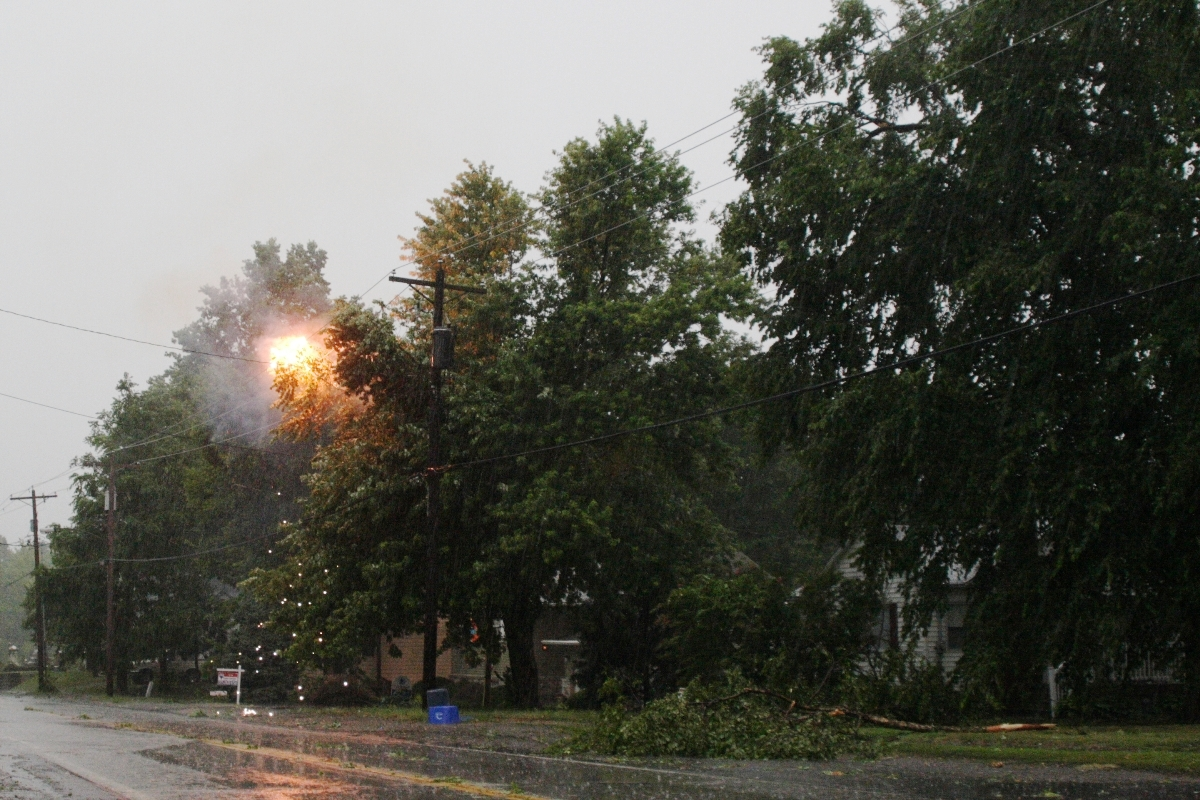
Коротке замикання дротів лінії електропередачі під час шторму.

Коро́тке замика́ння (КЗ) виникає як наслідок неправильного з'єднання в електричному колі через помилкові або злочинні дії людини, дії природних чинників (в тому числі погоди, старіння матеріалів, корозії) або порушення ізоляції частин обладнання, що проводять струм, і зовнішніх механічних пошкоджень в електричних дротах, монтажних дротах, обмотках двигунів і апаратів.

## Причини
Ізоляція елементів, що проводять струм, може пошкоджуватися під дією високої температури або полум'я (вогню), інфрачервоного випромінювання, переходу напруги з первинної обмотки силового трансформатора на вторинну, за підвищених режимів навантаження (нагрів до високих температур, і як наслідок під час охолодження, конденсується вода) тощо.

## Параметри короткого замикання
Протікання по провіднику тривалого допустимого струму силою (І) пов'язано з виділенням тепла Q (Дж), і кількісно визначається законом Джоуля-Ленца:
{\displaystyle Q=I^{2}\cdot R\cdot t}
- {\displaystyle I} — сила тривалого припустимого струму, А;
- {\displaystyle R} — активний опір, Ом;
- {\displaystyle \tau } — час, с.

Час проходження струму короткого замикання не перевищує декількох секунд або навіть долі секунди і залежить від дії апаратів захисту (плавких запобіжників, автоматичних вимикачів тощо).

## Дія короткого замикання
Під час проходження струму короткого замикання, сила якого перевищує допустимий струм, температура нагріву дроту різко підвищується і може досягнути небезпечних значень.
Сила струму короткого замикання може бути від одиниць до сотень кілоампер. Струми короткого замикання викликають термічну і електродинамічну дію і супроводжуються різким зниженням напруги в електромережі. Струми короткого замикання можуть перегріти частини, що проводять струм і розплавити дроти (температура до 20 000°С). В результаті виникає частковий або повний розлад електропостачання споживачів.

### Можливі наслідки короткого замикання
1. Термічне та механічне пошкодження обладнання;
2. Перешкоди для лінії зв'язку при К. З. на землю;
3. Пожежі в електричних установках;
4. Виникнення систематичних аварій, які призводять до порушення стійкості електрико-енергетичних систем (випадання з синхронізму).